# 2004 w grach komputerowych
| Skróty platform | Skróty platform                                  |
| --------------- | ------------------------------------------------ |
| DC              | Dreamcast                                        |
| Droid           | Android                                          |
| DS              | Nintendo DS                                      |
| GB              | Game Boy                                         |
| GBA             | Game Boy Advance                                 |
| GBC             | Game Boy Color                                   |
| GCN             | GameCube                                         |
| iOS             | iOS                                              |
| Lin             | komputer osobisty z systemem operacyjnym Linux   |
| Mac             | komputer osobisty Mac                            |
| N64             | Nintendo 64                                      |
| NS              | Nintendo Switch                                  |
| PC              | komputer osobisty                                |
| PS1             | PlayStation                                      |
| PS2             | PlayStation 2                                    |
| PS3             | PlayStation 3                                    |
| PS4             | PlayStation 4                                    |
| PS5             | PlayStation 5                                    |
| PSP             | PlayStation Portable                             |
| PSVita          | PlayStation Vita                                 |
| Wii             | Wii                                              |
| WiiU            | Wii U                                            |
| Win             | komputer osobisty z systemem operacyjnym Windows |
| X360            | Xbox 360                                         |
| XONE            | Xbox One                                         |
| Xbox            | Xbox                                             |
| XSX             | Xbox Series                                      |

Artykuł opisuje ważne wydarzenia w 2004 roku w branży gier komputerowych. Zobacz też: historia gier komputerowych.

## Wydarzenia
- 20 stycznia – Wired Vaporware Awards dało pierwszą nagrodę "Ponadczasowej Nagrody Osiągnięć" ("Lifetime Achievement Award") dla Duke Nukem Forever.
- 4 marca – Academy of Interactive Arts & Sciences rozpoczyna siódme Interactive Achievement Awards; Peter Molyneux zostaje wpisany do AIAS Hall of Fame
- 22–26 marca – Game Developers Conference rozpoczyna czwarte Game Developers Choice Awards i szóste Gama Network Independent Games Festival (IGF)
- 5 listopada – Nobuo Uematsu odchodzi ze Square Enix i zostaje wolnym strzelcem, zakładając własną firmę nazwaną Smile Please.

### Wydane gry
- 23 stycznia – Secret Maryo Chronicles

- 9 lutego – School Tycoon

- 2 marca – Ninja Gaiden dla Xbox
- 23 marca – Sonic Heroes
- 23 marca – Far Cry (Crytek)
- 21 kwietnia – Hitman: Kontrakty
- 26 czerwca – Yume Nikki
- 3 sierpnia – id Software wydaje Dooma 3 po czterech latach tworzenia
- 14 września – The Sims 2
- 14 września – Call of Duty: United Offensive
- 21 września – Star Wars Battlefront (Pandemic Studios/LucasArts)
- 22 września – Katamari Damacy zostaje wydane. Uważana jest za jedną z najbardziej innowacyjnych gier w ostatnich latach.
- 29 października – Grand Theft Auto: San Andreas (Rockstar North)
- 9 listopada – Microsoft wydaje Halo 2
- 15 listopada – Metroid Prime 2: Echoes (Retro Studios)
- 15 listopada – Tekken 5 na automaty do gier
- 16 listopada – Call of Duty: Finest Hour
- 16 listopada – Po pięciu latach produkcji Valve Software wydaje Half-Life 2
- 17 listopada – Konami wydaje Metal Gear Solid 3: Snake Eater
- 21 listopada – Nintendo uruchamia sprzedaż konsoli DS w Stanach Zjednoczonych
- 23 listopada – Blizzard Entertainment wydaje World of Warcraft w północnej Ameryce, Australii i Nowej Zelandii. Gra sprzedaje się w ponad 240 tysiącach kopii w przeciągu jednego dnia, osiągając największą sprzedaż wśród gier wydanych na komputery osobiste.
- dokładna data wydania nieznana – .kkrieger
- dokładna data wydania nieznana – Travian
- dokładna data wydania nieznana – TrueCombat: Elite

### Biznes
- 12 stycznia – Ubisoft przejmuje Tiwak.
- Luty – EA łączy się, przenosząc większość Maxisa i całe Origin Systems do swojej centrali w Redwood Shores w Kalifornii.
- Marzec – Microsoft oświadcza, że XNA, następca DirectX będzie domyślnym środowiskiem programistycznym dla Windows Vista i Xenon.
- 6 kwietnia – Midway Games przejmuje Surreal Software.
- Maj – Firma Sammy kupuje udziały pozwalające na kontrolę Sega Corporation za około 1,1 miliarda dolarów tworząc nową firmę, "Sega Sammy Holdings Inc", jedną z największych firm związanych z grami na świecie.
- 30 sierpnia – Acclaim ogłasza upadłość.
- 11 października – Midway Games przejmuje Inevitable Entertainment i zmienia jego nazwę na Midway Studios Austin.
- 30 listopada – Midway Games przejmuje Paradox Development.
- 13 grudnia – Electronic Arts wykupiło prawa do używania marki NFL przez 5 następnych lat.
- 20 grudnia – Electronic Arts kupuje 20% udziałów w firmie Ubisoft.

## Trendy
W 2004 roku całkowita sprzedaż sprzętu, gier i akcesoriów do gier wyniosła w Stanach Zjednoczonych 9,9 mld dolarów (w 2003 10 mld). Całkowita sprzedaż wzrosła o 8 procent od poprzedniego roku wynosząc 6,2 mld. Sprzedaż gier na przenośne konsole po raz pierwszy przekroczyła 1 mld dolarów. Sprzedaż sprzętu spadła o 27 procent.

### Konsole gier wideo
Dominującymi konsolami gier wideo w 2004 roku były:
- Nintendo GameCube
- Microsoft Xbox
- Sony PlayStation 2
  - 23 marca Sony wydało dysk twardy dla PlayStation 2
  - 1 listopada wydana została w Japonii trzecia wersja PlayStation 2 (model SCPH-70000)

### Przenośne konsole gier wideo
Dominującymi przenośnymi konsolami gier w 2004 roku były:
- N-Gage
- Nintendo Game Boy Advance SP

Nokia wydaje nową wersję oryginalnego N-Gage'a, nazwaną N-Gage QD. Nintendo wydaje konsolę DS 21 listopada w Stanach Zjednoczonych. W Japonii Sony 12 grudnia wydaje PlayStation Portable.

### Sprzedaż gier komputerowych
| Ranking | Tytuł                         | Platforma | Wydawca              |
| ------- | ----------------------------- | --------- | -------------------- |
| 1       | Grand Theft Auto: San Andreas | PS2       | Take-Two Interactive |
| 2       | Halo 2                        | Xbox      | Microsoft            |
| 3       | Madden NFL 2005               | PS2       | Electronic Arts      |
| 4       | ESPN NFL 2K5                  | PS2       | Take-Two Interactive |
| 5       | Need For Speed: Underground 2 | PS2       | Electronic Arts      |
| 6       | Pokemon Fire Red With Adapter | GBA       | Nintendo             |
| 7       | NBA Live 2005                 | PS2       | Electronic Arts      |
| 8       | Spider-Man: The Movie 2       | PS2       | Activision           |
| 9       | Halo: Combat Evolved          | Xbox      | Microsoft            |
| 10      | ESPN NFL 2K5                  | Xbox      | Take-Two Interactive |